# Route 68 (Islande)
Pour les articles homonymes, voir Route 68.
La Route 68 (Þjóðvegur 68) ou Innstrandavegur est une route située dans la région des Vestfirðir qui relie la route 61 à la Route 1, en passant par Borðeyri.

## Trajet
- Route 61
- -  vers Gilsfjörður
- -  vers Búðardalur
- Borðeyri
- Route 1